# Pennsylvania Station (Newark)
Pour les articles homonymes, voir Pennsylvania Station.
Pennsylvania Station (ou Newark Penn Station) aux États-Unis située dans la ville de Newark dans l'État du New Jersey est une importante plateforme de correspondance. Elle est desservie par plusieurs lignes de l'Amtrak.

## Histoire
La gare est mise en service en 1935.

## Service des voyageurs

### Desserte

#### Amtrak
Située sur le corridor Boston-Washington, la gare est desservie par :
- L'Acela Express
- Le Cardinal
- Le Carolinian
- Le Crescent
- Le Keystone
- Le Pennsylvanian
- Le Northeast Regional
- Le Silver Service / Palmetto, train partant de New York et parcourant toute la côte est jusque Miami et Tampa
- Le Vermonter

#### New Jersey Transit
- Northeast Corridor Line: Vers Trenton et New York
- North Jersey Coast Line: Vers Bay head et New York
- Raritan Valley Line: Vers High Bridge et New York

#### Tramway
Les deux lignes du Métro léger de Newark desservent la gare

#### PATH
C'est le terminus ouest de la ligne Newark - World Trade Center opérée par le Port Authority of New York and New Jersey